# Ana Blandiana
Ana Blandiana (właśc. Otilia Valeria Coman, ur. 25 marca 1942 w Timișoarze) – rumuńska poetka, eseistka i osobowość polityczna. Pseudonim przybrała od nazwy miejscowości Blandiana, z której pochodzi jej matka.
Zadebiutowała w 1959 r. na łamach dziennika Tribuna. 
W przekładzie na język polski ukazał się wybór tekstów Blandiany w tomie Pięta achillesowa i inne wiersze w przekładzie Zbigniewa Szuperskiego, Kraków 1984. 
W 2002 otrzymała Nagrodę Vilenica. 19 marca 2016 została uhonorowana nagrodą Europejski Poeta Wolności za tomik Moja ojczyzna A-4 (tłum. Joanna Kornaś-Warwas).